# Giáng xuân hồng
Giáng xuân hồng hay giáng xuân nhiều hoa, đuôi cáo bắc (danh pháp hai phần: Aerides rosea) là một loài lan.
Cây phân bố từ Nam Á đến Đông Nam Á. Tại Việt Nam, cây có mặt ở Cao Bằng và Đông Nam Bộ.

## Hình ảnh

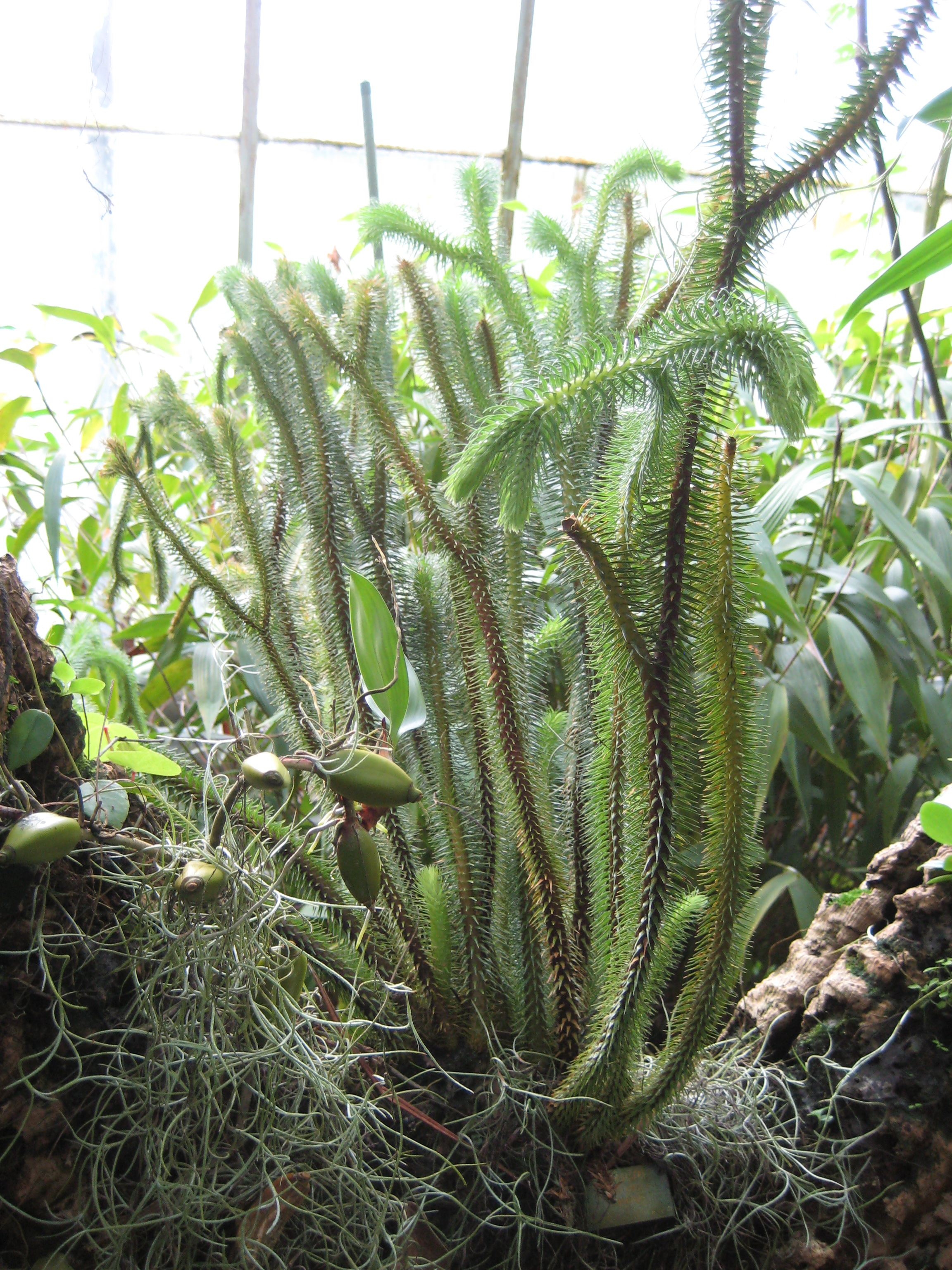
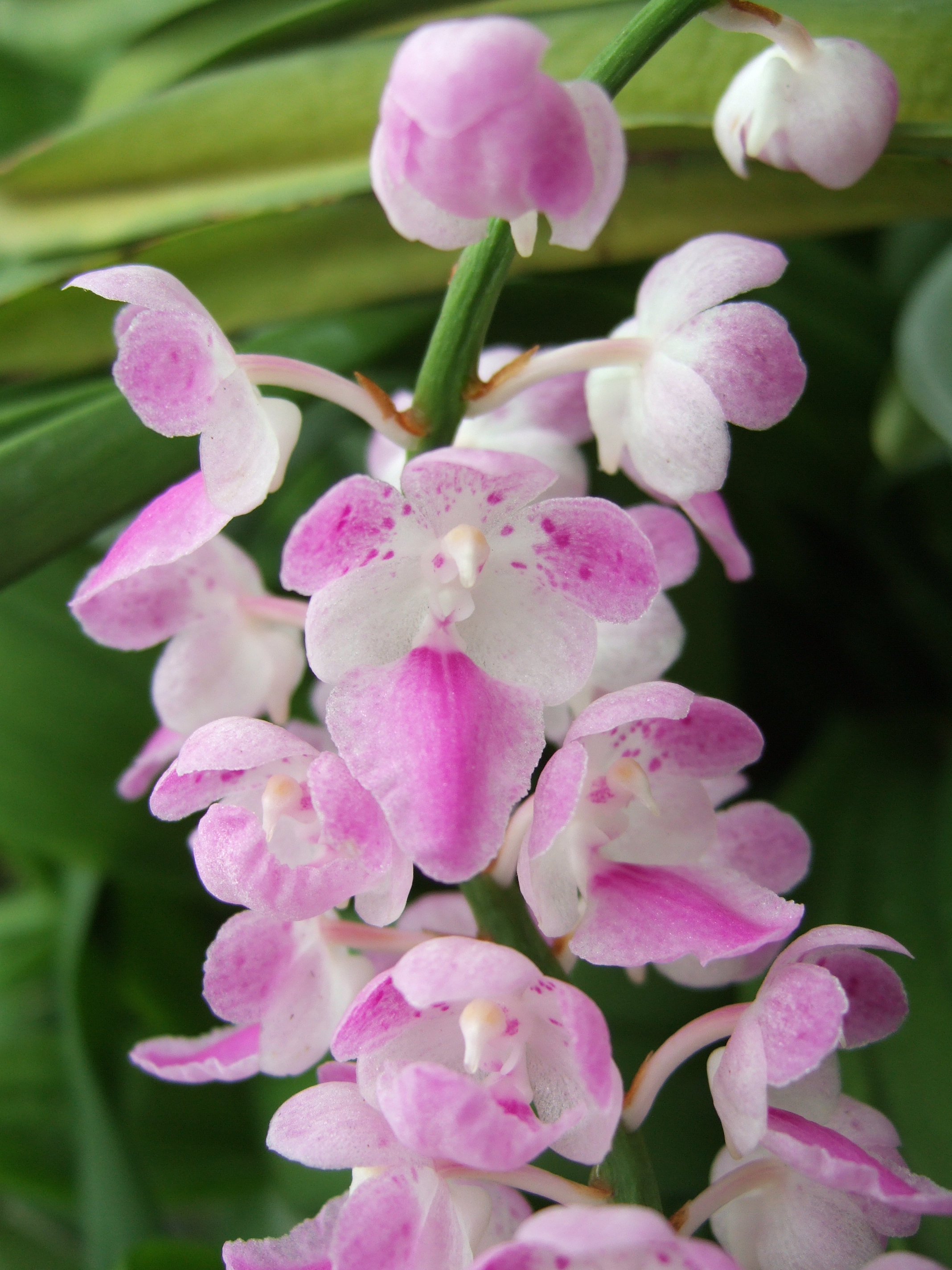
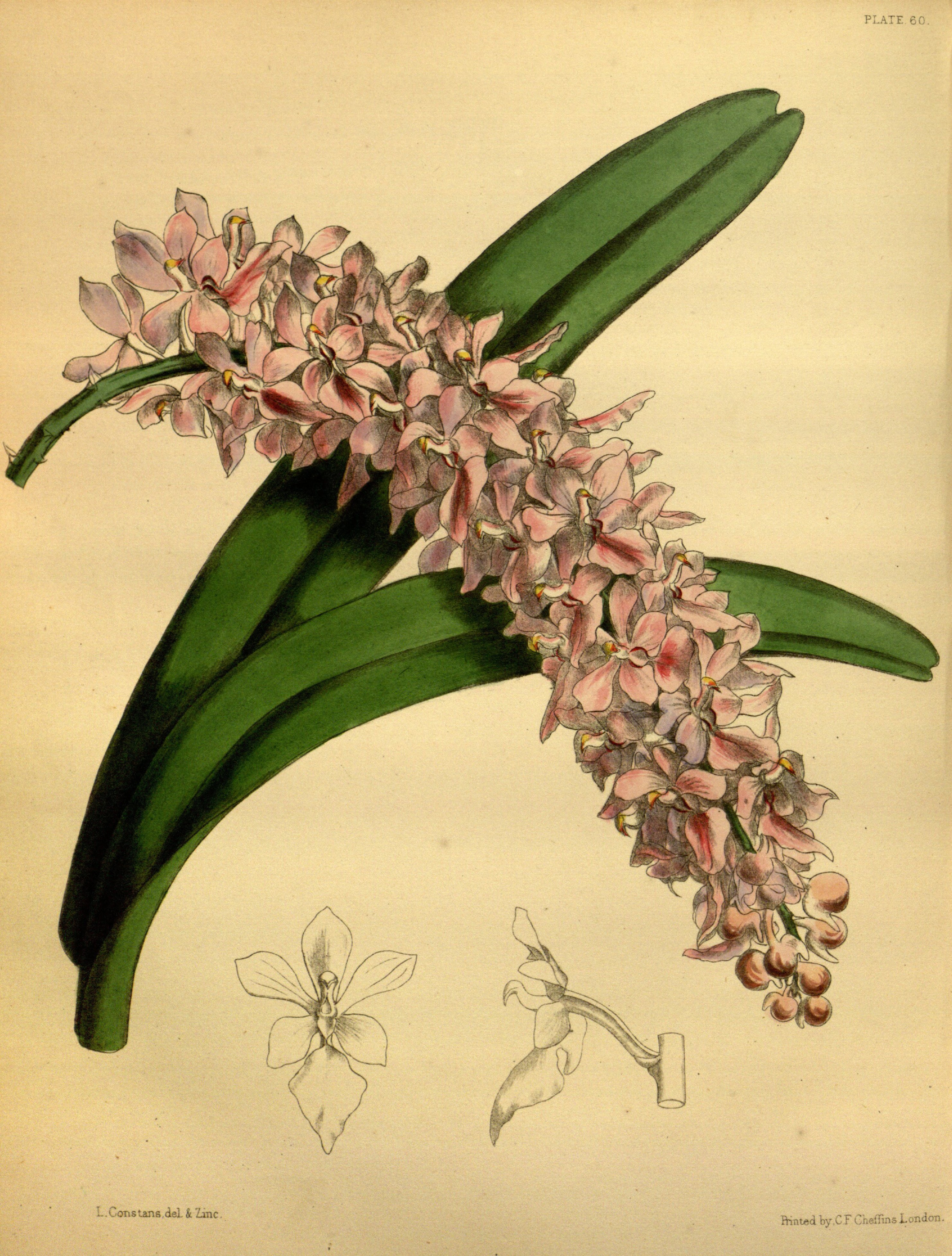